# Diagnose: Mord
Diagnose: Mord (Originaltitel: Diagnosis Murder) ist Krimi- und Arztserie in einem. Die in den Vereinigten Staaten zwischen 1993 und 2001 produzierte Serie umfasst 178 Folgen in 8 Staffeln. Zusätzlich wurden fünf Spielfilme zwischen 90 und 120 Minuten Länge gedreht.

## Handlung
Hauptfigur der Serie ist Dr. Mark Sloan, ein Arzt, der medizinischer Berater der örtlichen Polizei ist. Seinem Sohn Steve Sloan, der selbst Polizist ist, gefällt das weniger, doch ohne seinen Vater würde so mancher Fall nicht gelöst werden. Der kriminalistisch begabte Mediziner hat einen völlig anderen Blick auf die Fälle. Seine Freunde Amanda Bentley, die Chefin der Pathologie im Community General Hospital, und Dr. Jesse Travis helfen ihm dabei, die Fälle aufzuklären.
Fast alle Folgen spielen in Los Angeles, Dr. Sloan hat in der Serie seinen Wohnsitz am Strand von Malibu.

## DVD-Veröffentlichungen
Am 5. Februar 2009 veröffentlichte Paramount Pictures Deutschland die erste Staffel von Diagnose: Mord auf DVD.

## Hauptfiguren
| Rolle                            | Zeitraum    | Schauspieler      | Synchronsprecher             |
| -------------------------------- | ----------- | ----------------- | ---------------------------- |
| Dr. Mark Sloan                   | Staffel 1–8 | Dick Van Dyke     | Jochen Schröder              |
| Detective Lieutenant Steve Sloan | Staffel 1–8 | Barry Van Dyke    | Thomas Danneberg Jan Spitzer |
| Dr. Amanda Bentley               | Staffel 1–8 | Victoria Rowell   | Daniela Thuar                |
| Dr. Jesse Travis                 | Staffel 3–8 | Charlie Schlatter | Sven Plate                   |
| Dr. Jack Stewart                 | Staffel 1–2 | Scott Baio        | Uwe Büschken                 |
| Schwester Delores Mitchell       | Staffel 1–2 | Delores Hall      | Lilo Grahn                   |
| Norman Briggs                    | Staffel 1–4 | Michael Tucci     | Michael Narloch              |

## Episodenliste
| Staffel | Episodenanzahl | Erstausstrahlung USA | Erstausstrahlung USA | Erstausstrahlung Deutschland | Erstausstrahlung Deutschland |
| Staffel | Episodenanzahl | Staffelpremiere      | Staffelfinale        | Staffelpremiere              | Staffelfinale                |
| ------- | -------------- | -------------------- | -------------------- | ---------------------------- | ---------------------------- |
| 1       | 19             | 20. Oktober 1993     | 13. Mai 1994         | 2. April 1995                | 20. August 1995              |
| 2       | 22             | 16. September 1994   | 5. Mai 1995          | 27. August 1995              | 28. Januar 1996              |
| 3       | 18             | 8. Dezember 1995     | 3. Mai 1996          | 1. Oktober 1997              | 11. Februar 1998             |
| 4       | 26             | 19. September 1996   | 8. Mai 1997          | 18. Februar 1998             | 20. Januar 1999              |
| 5       | 25             | 18. September 1997   | 14. Mai 1998         | 25. November 1998            | 26. Februar 1999             |
| 6       | 22             | 24. September 1998   | 13. Mai 1999         | 5. Oktober 1999              | 4. November 1999             |
| 7       | 24             | 23. September 1999   | 11. Mai 2000         | 5. Mai 2001                  | 12. September 2001           |
| 8       | 22             | 12. Oktober 2000     | 11. Mai 2001         | 12. September 2001           | 20. März 2002                |

### Staffel 1
| Nr. (ges.) | Nr. (St.) | Deutscher Titel            | Originaltitel                   | Erstausstrahlung USA | Deutschsprachige Erstausstrahlung (D) | Regie                | Drehbuch                                                               |
| ---------- | --------- | -------------------------- | ------------------------------- | -------------------- | ------------------------------------- | -------------------- | ---------------------------------------------------------------------- |
| 1          | 1         | Die Wunderheilung          | Miracle Cure                    | 20. Okt. 1993        | 2. Apr. 1995                          | Michael Lange        | James Kramer                                                           |
| 2          | 2         | Die schöne Killerin        | Amnesia                         | 5. Nov. 1993         | 9. Apr. 1995                          | Michael Lange        | Joyce Burditt Idee: Joyce Burditt, David Hoffman und Leslie Daryl Zerg |
| 3          | 3         | Telemarathon               | Murder at the Telethon          | 12. Nov. 1993        | 20. Aug. 1995                         | Anson Williams       | Vance DeGeneres                                                        |
| 4          | 4         | Erbe des Todes             | Inheritance of Death            | 19. Nov. 1993        | 23. Juli 1995                         | Frank Thackery       | Gerry Conway                                                           |
| 5          | 5         | Das Lotterielos            | The Thirteen Million Dollar Man | 3. Dez. 1993         | 23. Apr. 1995                         | Anson Williams       | Gordon Dawson                                                          |
| 6          | 6         | Vom Dienst suspendiert     | Vanishing Act Part 1            | 10. Dez. 1993        | 30. Apr. 1995                         | Christian I. Nyby II | Bruce Franklin Singer                                                  |
| 7          | 7         | Mit der Mafia im Spiel     | Vanishing Act Part 2            | 17. Dez. 1993        | 7. Mai 1995                           | Christian I. Nyby II | Bruce Franklin Singer                                                  |
| 8          | 8         | Shandas Stimme             | Shanda's Song                   | 7. Jan. 1994         | 14. Mai 1995                          | Neema Barnette       | Craig Volk                                                             |
| 9          | 9         | Wo ist die Leiche          | The Restless Remains            | 14. Jan. 1994        | 21. Mai 1995                          | Christian I. Nyby II | Robert Schlitt Idee: John Hill                                         |
| 10         | 10        | Magie und Mord             | Murder with Mirrors             | 21. Jan. 1994        | 28. Mai 1995                          | Anson Williams       | Gerry Conway                                                           |
| 11         | 11        | Todestanz                  | Flash Dance with Death          | 28. Jan. 1994        | 11. Juni 1995                         | Christian I. Nyby II | Gerry Conway                                                           |
| 12         | 12        | Das beste Motiv            | Reunion with Murder             | 4. Feb. 1994         | 18. Juni 1995                         | Anson Williams       | Robin Madden                                                           |
| 13         | 13        | Der Beschützer             | Lily                            | 4. März 1994         | 25. Juni 1995                         | Frank Thackery       | Gerry Conway                                                           |
| 14         | 14        | Das falsche Geständnis     | Guardian Angel                  | 1. Apr. 1994         | 2. Juli 1995                          | Christian I. Nyby II | Bruce Franklin Singer                                                  |
| 15         | 15        | Auto mit Leiche            | Nirvana                         | 8. Apr. 1994         | 9. Juli 1995                          | Christian I. Nyby II | Peter Dunne                                                            |
| 16         | 16        | Geiseldrama im Krankenhaus | Broadcast Blues                 | 15. Apr. 1994        | 16. Juli 1995                         | Christian I. Nyby II | James Kramer                                                           |
| 17         | 17        | Erdbeben als Alibi         | Shaker                          | 29. Apr. 1994        | 30. Juli 1995                         | Alan Myerson         | Gerry Conway                                                           |
| 18         | 18        | Die Waffe heißt Pest       | The Plague                      | 6. Mai 1994          | 6. Aug. 1995                          | Peter Ellis          | Gerry Conway                                                           |
| 19         | 19        | Es geschah im Kloster      | Sister Michael wants You        | 13. Mai 1994         | 13. Aug. 1995                         | Leo Penn             | Joyce Burditt                                                          |

### Staffel 2
| Nr. (ges.) | Nr. (St.) | Deutscher Titel           | Originaltitel                      | Erstausstrahlung USA | Deutschsprachige Erstausstrahlung (D) | Regie                | Drehbuch                        |
| ---------- | --------- | ------------------------- | ---------------------------------- | -------------------- | ------------------------------------- | -------------------- | ------------------------------- |
| 20         | 1         | Der Steuerberater         | Many Happy Returns                 | 16. Sep. 1994        | 27. Aug. 1995                         | Lou Antonio          | Lee Goldberg und William Rabkin |
| 21         | 2         | Tod dem Aufsichtsrat      | A Very Fatal Funeral               | 23. Sep. 1994        | 3. Sep. 1995                          | Alan Myerson         | Gerry Conway                    |
| 22         | 3         | Ein mörderisches Komplott | Women Trouble                      | 30. Sep. 1994        | 10. Sep. 1995                         | Roy Campanella II    | Joyce Burditt                   |
| 23         | 4         | Mord dem Vater zu Liebe   | The Busy Body                      | 7. Okt. 1994         | 17. Sep. 1995                         | Vincent McEveety     | Dan Wilcox                      |
| 24         | 5         | Meine vier Ehemänner      | My Four Husbands                   | 14. Okt. 1994        | 24. Sep. 1995                         | Christian I. Nyby II | Robin Bernheim                  |
| 25         | 6         | Ärztin unter Verdacht     | Murder most Vial                   | 21. Okt. 1994        | 1. Okt. 1995                          | Richard Compton      | Richard J. Collins              |
| 26         | 7         | Gelungene Rache           | You can call me Johnson            | 28. Okt. 1994        | 8. Okt. 1995                          | Christian I. Nyby II | John Wirth                      |
| 27         | 8         | Das Mörder Duo            | Georgia on my Mind The Velvet Trap | 4. Nov. 1994         | 15. Okt. 1995                         | Peter Ellis          | Brad Kern                       |
| 28         | 9         | Wer zuletzt lacht (1)     | The Last Laugh (1)                 | 11. Nov. 1994        | 22. Okt. 1995                         | Christian I. Nyby II | Lee Goldberg und William Rabkin |
| 29         | 10        | Wer zuletzt lacht (2)     | The Last Laugh (2)                 | 18. Nov. 1994        | 29. Okt. 1995                         | Christian I. Nyby II | Lee Goldberg und William Rabkin |
| 30         | 11        | Eine Leiche im Schrank    | Death by Extermination             | 2. Dez. 1994         | 5. Nov. 1995                          | Christopher Hibler   | Dan Wilcox                      |
| 31         | 12        | K.O. Schlag des Todes     | Standing Eight Count               | 9. Dez. 1994         | 12. Nov. 1995                         | Christopher Hibler   | Travis Fine                     |
| 32         | 13        | Blutiger Durst            | The Bela Lugosi Blues              | 6. Jan. 1995         | 19. Nov. 1995                         | Lee Philips          | Michael Gleason                 |
| 33         | 14        | Verschmähte Liebe         | The New Healers                    | 13. Jan. 1995        | 26. Nov. 1995                         | Christopher Hibler   | Lee Goldberg und William Rabkin |
| 34         | 15        | Tödliche Kontakte         | Call me Incontestable              | 20. Jan. 1995        | 3. Dez. 1995                          | Michael Schultz      | Dan Wilcox                      |
| 35         | 16        | Rachegelüste              | A Blast from the Past              | 3. Feb. 1995         | 10. Dez. 1995                         | Burt Brinckerhoff    | Joyce Burditt                   |
| 36         | 17        | Todbringende Spiele       | Playing for Keeps                  | 10. Feb. 1995        | 17. Dez. 1995                         | Peter Ellis          | Gerry Conway                    |
| 37         | 18        | Spuren im Sand            | Sea no Evil                        | 17. Feb. 1995        | 31. Dez. 1995                         | Christian I. Nyby II | Lee Goldberg und William Rabkin |
| 38         | 19        | Tödliche Daten            | How to Murder Your Lawyer          | 24. Feb. 1995        | 7. Jan. 1996                          | Leo Penn             | Michael Gleason                 |
| 39         | 20        | Jagd nach Vierlingen      | Naked Babes                        | 31. März 1995        | 14. Jan. 1996                         | Christian I. Nyby II | Joyce Burditt                   |
| 40         | 21        | Tod im Studio             | Death in the Daytime               | 28. Apr. 1995        | 21. Jan. 1996                         | Christian I. Nyby II | Michael Gleason                 |
| 41         | 22        | Der Rockstar              | My Baby is out of this World       | 5. Mai 1995          | 28. Jan. 1996                         | Christopher Hibler   | Richard J. Collins              |

### Staffel 3
| Nr. (ges.) | Nr. (St.) | Deutscher Titel           | Originaltitel                       | Erstausstrahlung USA | Deutschsprachige Erstausstrahlung (D) | Regie                | Drehbuch                                                                    |
| ---------- | --------- | ------------------------- | ----------------------------------- | -------------------- | ------------------------------------- | -------------------- | --------------------------------------------------------------------------- |
| 42         | 1         | Unschuldiger Mord         | An Innocent Murder                  | 8. Dez. 1995         | 1. Okt. 1997                          | Vincent McEveety     | Cynthia Deming und William Royce                                            |
| 43         | 2         | Tödliche Idylle           | Witness to Murder                   | 15. Dez. 1995        | 8. Okt. 1997                          | Paris Barclay        | Cynthia Deming und William Royce Idee: Mimi Rothman Schapiro und Bill Wells |
| 44         | 3         | Mord in den Dünen         | All-American Murder                 | 22. Dez. 1995        | 15. Okt. 1997                         | Christian I. Nyby II | Tom Chehak                                                                  |
| 45         | 4         | Tödlicher Freispruch      | Murder in the Courthouse            | 29. Dez. 1995        | 22. Okt. 1997                         | Bruce Kessler        | Roger Lowenstein                                                            |
| 46         | 5         | Mörder auf der Flucht 1   | Murder on the Run 1                 | 5. Jan. 1996         | 29. Okt. 1997                         | Christian I. Nyby II | Stephen Hattman Idee: Maurice Hurley und Stephen Hattman                    |
| 47         | 6         | Mörder auf der Flucht 2   | Murder on the Run 2                 | 12. Jan. 1996        | 5. Nov. 1997                          | Christian I. Nyby II | Stephen Hattman Idee: Maurice Hurley und Stephen Hattman                    |
| 48         | 7         | Liebe bedeutet Mord       | Love is Murder                      | 19. Jan. 1996        | 12. Nov. 1997                         | Tom Chehak           | Nan Hagan                                                                   |
| 49         | 8         | Fehldiagnose              | Misdiagnosis Murder                 | 26. Jan. 1996        | 19. Nov. 1997                         | Christian I. Nyby II | Gerry Conway                                                                |
| 50         | 9         | Mord für den Sohn         | The Pressure to Murder              | 9. Feb. 1996         | 26. Nov. 1997                         | Christopher Hibler   | Sibyl Gardner                                                               |
| 51         | 10        | Organ gesucht             | Living on the Streets can be Murder | 16. Feb. 1996        | 3. Dez. 1997                          | Christopher Hibler   | Carey Hayes und Chad Hayes                                                  |
| 52         | 11        | Mord am Hochzeitstag      | Murder Murder                       | 23. Feb. 1996        | 10. Dez. 1997                         | Peter Ellis          | Nancy Bond                                                                  |
| 53         | 12        | Mord im Rausch            | Murder in the Darkl                 | 8. März 1996         | 17. Dez. 1997                         | Bernard L. Kowalski  | Joyce Burditt                                                               |
| 54         | 13        | Geheimnisvolle Fotos      | 35 Millimeter Murder                | 29. März 1996        | 7. Jan. 1998                          | Bruce Seth Green     | Stephen Hattman                                                             |
| 55         | 14        | Ein Mordsgeschäft         | The Murder Trade                    | 5. Apr. 1996         | 14. Jan. 1998                         | Oz Scott             | Joyce Burditt                                                               |
| 56         | 15        | Übersinnliche Freunde     | Mind over Murder                    | 12. Apr. 1996        | 21. Jan. 1998                         | Christian I. Nyby II | Gerry Conway                                                                |
| 57         | 16        | Ein Buch bringt Mord      | Murder by the Book                  | 19. Apr. 1996        | 28. Jan. 1998                         | Christopher Hibler   | Tom Chehak und Stephen Hattman                                              |
| 58         | 17        | Tod einer Moderatorin     | FMurder                             | 26. Apr. 1996        | 4. Apr. 1998                          | Christian I. Nyby II | Gerry Conway Idee: Gerry Conway und Stephen Hattman                         |
| 59         | 18        | Der Arm des Börsenmaklers | Left-Handed Murder                  | 3. Mai 1996          | 11. Feb. 1998                         | Jonathan Frakes      | Mark Masuoka                                                                |

### Staffel 4
| Nr. (ges.) | Nr. (St.) | Deutscher Titel               | Originaltitel              | Erstausstrahlung USA | Deutschsprachige Erstausstrahlung (D) | Regie                | Drehbuch                                                                             |
| ---------- | --------- | ----------------------------- | -------------------------- | -------------------- | ------------------------------------- | -------------------- | ------------------------------------------------------------------------------------ |
| 60         | 1         | Einem blonden Engel hörig     | Murder by Friendly Fire    | 19. Sep. 1996        | 18. Feb. 1998                         | Christian I. Nyby II | Gillian Horvath                                                                      |
| 61         | 2         | Tödlicher Diebstahl           | Murder can be contageous   | 26. Sep. 1996        | 25. Feb. 1998                         | Vincent McEveety     | Lee Goldberg und William Rabkin                                                      |
| 62         | 3         | Mord auf dem Eis              | Murder on thin Ice         | 3. Okt. 1996         | 4. März 1998                          | Christopher Hibler   | Robin Madden                                                                         |
| 63         | 4         | Der Serienmörder 1            | X Marks the Murder 1       | 10. Okt. 1996        | 18. März 1998                         | Christian I. Nyby II | Lindsay Harrison                                                                     |
| 64         | 5         | Der Serienmörder 2            | X Marks the Murder 2       | 10. Okt. 1996        | 18. März 1998                         | Christian I. Nyby II | Lindsay Harrison                                                                     |
| 65         | 6         | Schuss durch das Röntgenbild  | A Model Murder             | 17. Okt. 1996        | 11. März 1998                         | Vincent McEveety     | Sam Egan                                                                             |
| 66         | 7         | Tödlicher Kunstfehler         | Murder can be Murder       | 24. Okt. 1996        | 25. März 1998                         | Christian I. Nyby II | Tom Chehak                                                                           |
| 67         | 8         | Bombiger Protest              | An Explosive Murder        | 31. Okt. 1996        | 1. Apr. 1998                          | Steve Miner          | Dean Hargrove                                                                        |
| 68         | 9         | Mit Heimtücke                 | Murder by the Busload      | 7. Nov. 1996         | 15. Apr. 1998                         | Christian I. Nyby II | Lee Goldberg und William Rabkin                                                      |
| 69         | 10        | Vertrauter Mörder             | A Candidate for Murder     | 14. Nov. 1996        | 8. Apr. 1998                          | Christopher Hibler   | Stephen Hattman                                                                      |
| 70         | 11        | Ein Lehrer kommt um           | The ABC's of Murder        | 21. Nov. 1996        | 22. Apr. 1998                         | Christian I. Nyby II | Stephen Hattman                                                                      |
| 71         | 12        | Verschollene Tochter          | Murder in the Family       | 12. Dez. 1996        | 29. Apr. 1998                         | Vincent McEveety     | Lindsay Harrison                                                                     |
| 72         | 13        | Tödliche Biographie           | In Defense of Murder       | 9. Jan. 1997         | 6. Mai 1998                           | Vincent McEveety     | Joyce Burditt und Gerry Conway                                                       |
| 73         | 14        | Mord verjährt nicht           | A History of Murder        | 16. Jan. 1997        | 13. Mai 1998                          | Christian I. Nyby II | Gerry Conway                                                                         |
| 74         | 15        | Matlock - Helfer in der Not 1 | Murder Two 1               | 30. Jan. 1997        | 31. Mai 1998                          | Christopher Hibler   | Gerald Sanoff und Joel Steiger                                                       |
| 75         | 16        | Matlock - Helfer in der Not 2 | Murder Two 2               | 6. Feb. 1997         | 31. Mai 1998                          | Christopher Hibler   | Gerald Sanoff und Joel Steiger                                                       |
| 76         | 17        | Superdetektiv Mannix          | Hard-Boiled Murder         | 13. Feb. 1997        | 27. Mai 1998                          | Christian I. Nyby II | Lee Goldberg und William Rabkin                                                      |
| 77         | 18        | Auszeichnung für einen Toten  | Murder, Country Style      | 20. Feb. 1997        | 3. Juni 1998                          | Christopher Hibler   | Gerry Conway Idee: Lee Goldberg, William Rabkin und Gerry Conway                     |
| 78         | 19        | Mord unter Hypnose            | Delusions of Murder        | 27. Feb. 1997        | 20. Juni 1998                         | Christopher Hibler   | Michael Berlin und Eric Estrin                                                       |
| 79         | 20        | Tödliche Karrieren            | A Passion for Murder       | 3. Apr. 1997         | 13. Jan. 1999                         | Christian I. Nyby II | Lee Goldberg und William Rabkin                                                      |
| 80         | 21        | Blutiger Bandenkrieg          | Blood Brothers Murder      | 10. Apr. 1997        | 14. Jan. 1999                         | Christian I. Nyby II | Barry Van Dyke und Jeff Glasser                                                      |
| 81         | 22        | Mörderisches Team             | Physician, Murder Yourself | 17. Apr. 1997        | 15. Jan. 1999                         | Christian I. Nyby II | Gerry Conway Idee: Gerry Conway, Lee Goldberg und William T. Conway                  |
| 82         | 23        | Mord über den Wolken          | Murder in the Air          | 24. Apr. 1997        | 4. Nov. 1998                          | Tom Chehak           | Tom Chehak                                                                           |
| 83         | 24        | Bei Schnarchen: Mord          | The Merry Widow Murder     | 1. Mai 1997          | 19. Jan. 1999                         | Oz Scott             | Joyce Burditt                                                                        |
| 84         | 25        | Mord unter Komödianten        | Comedy is Murder           | 8. Mai 1997          | 18. Nov. 1998                         | Christopher Hibler   | Lee Goldberg und William Rabkin Idee: Dick Van Dyke, Lee Goldberg und William Rabkin |
| 85         | 26        | Im Visier der Mörder          | The Murder of Mark Sloan   | 8. Mai 1997          | 20. Jan. 1999                         | Christopher Hibler   | Stephen Hattman                                                                      |

### Staffel 5
| Nr. (ges.) | Nr. (St.) | Deutscher Titel           | Originaltitel                       | Erstausstrahlung USA | Deutschsprachige Erstausstrahlung (D) | Regie                | Drehbuch                                                          |
| ---------- | --------- | ------------------------- | ----------------------------------- | -------------------- | ------------------------------------- | -------------------- | ----------------------------------------------------------------- |
| 86         | 1         | Korruption auf dem Revier | Murder Blues                        | 18. Sep. 1997        | 25. Nov. 1998                         | Christian I. Nyby II | Lee Goldberg und William Rabkin                                   |
| 87         | 2         | Richter ohne Ehrenkodex   | Open and Shut                       | 25. Sep. 1997        | 25. Jan. 1999                         | Christopher Hibler   | Jacquelyn Blain                                                   |
| 88         | 3         | Feuer in Malibu           | Malibu Fire                         | 2. Okt. 1997         | 26. Jan. 1999                         | Christian I. Nyby II | Gerry Conway und Wayne Berwick Idee: Gerry Conway                 |
| 89         | 4         | Tödlicher Reichtum        | Deadly Games                        | 9. Okt. 1997         | 27. Jan. 1999                         | Christopher Hibler   | Jeff Peters                                                       |
| 90         | 5         | War es ein Kunstfehler?   | Slam-Dunk Dead                      | 16. Okt. 1997        | 28. Jan. 1999                         | Vincent McEveety     | Larry Brody, Lee Goldberg und William Rabkin Idee: Larry Brody    |
| 91         | 6         | Verseuchte Implantate     | Looks can kill                      | 23. Okt. 1997        | 29. Jan. 1999                         | Christopher Hibler   | Craig Tepper                                                      |
| 92         | 7         | Tödliche Fracht 1         | Fatal Impact 1                      | 30. Okt. 1997        | 1. Feb. 1999                          | Christian I. Nyby II | David Carren und J. Larry Carroll                                 |
| 93         | 8         | Tödliche Fracht 2         | Fatal Impact 2                      | 31. Okt. 1997        | 2. Feb. 1999                          | Christian I. Nyby II | Jacquelyn Blain                                                   |
| 94         | 9         | Der Killersender          | Must Kill TV                        | 6. Nov. 1997         | 3. Feb. 1999                          | Christopher Hibler   | Lee Goldberg und William Rabkin                                   |
| 95         | 10        | Mein Vater, der Spion     | Discards                            | 13. Nov. 1997        | 4. Feb. 1999                          | Christian I. Nyby II | J. Larry Carroll und David Carren                                 |
| 96         | 11        | Ein toter Pantomime       | A Mime is a terrible Thing to Waste | 20. Nov. 1997        | 5. Feb. 1999                          | Christopher Hibler   | Lee Goldberg und William Rabkin                                   |
| 97         | 12        | Flug in den Staub         | Down and Dirty Dead                 | 11. Dez. 1997        | 8. Feb. 1999                          | Ron Satlof           | Barry Van Dyke                                                    |
| 98         | 13        | Rache und Vergeltung 1    | Retribution 1                       | 8. Jan. 1998         | 2. Feb. 1999                          | Christian I. Nyby II | Lee Goldberg und William Rabkin                                   |
| 99         | 14        | Rache und Vergeltung 2    | Retribution 2                       | 15. Jan. 1998        | 10. Feb. 1999                         | Christian I. Nyby II | Lee Goldberg und William Rabkin                                   |
| 100        | 15        | Katastrophenübung         | Drill for Death                     | 22. Jan. 1998        | 11. Feb. 1999                         | Ron Satlof           | Robin Madden                                                      |
| 101        | 16        | Tödlicher Sturm           | Rain of Terror                      | 29. Jan. 1998        | 12. Feb. 1999                         | Christian I. Nyby II | Craig Tepper                                                      |
| 102        | 17        | Baby Boom                 | Baby Boom                           | 5. Feb. 1998         | 15. Feb. 1999                         | Vincent McEveety     | Jacquelyn Blain                                                   |
| 103        | 18        | Moderator des Todes       | Talked to Death                     | 26. Feb. 1998        | 16. Feb. 1999                         | Christian I. Nyby II | Joyce Burditt                                                     |
| 104        | 19        | Das kleine Biest          | An Education in Murder              | 5. März 1998         | 17. Feb. 1999                         | Frank Thackery       | Jacquelyn Blain Idee: Jacquelyn Blain, D. O’Brien und Paul Rendle |
| 105        | 20        | Sabotage im Rennstall     | Murder at the Finish Line           | 26. März 1998        | 18. Feb. 1999                         | Christopher Hibler   | J. Larry Carroll und David Carren                                 |
| 106        | 21        | Aus Profitgier            | First Do Not Harm                   | 16. Apr. 1998        | 19. Feb. 1999                         | Vincent McEveety     | Ernest Kinoy                                                      |
| 107        | 22        | Das falsche Opfer         | Promises to Keep                    | 23. Apr. 1998        | 23. Feb. 1999                         | Christian I. Nyby II | David Carren und J. Larry Carroll                                 |
| 108        | 23        | Tödlicher Service         | Food Fight                          | 30. Apr. 1998        | 24. Feb. 1999                         | Ron Satlof           | Jacquelyn Blain                                                   |
| 109        | 24        | Der Bombenleger 1         | Obsession 1                         | 7. Mai 1998          | 25. Feb. 1999                         | Christian I. Nyby II | Lee Goldberg und William Rabkin                                   |
| 110        | 25        | Der Bombenleger 2         | Obsession 2                         | 14. Mai 1998         | 26. Feb. 1999                         | Christian I. Nyby II | Lee Goldberg und William Rabkin                                   |

### Staffel 6
| Nr. (ges.) | Nr. (St.) | Deutscher Titel               | Originaltitel                                | Erstausstrahlung USA | Deutschsprachige Erstausstrahlung (D) | Regie                | Drehbuch                                               |
| ---------- | --------- | ----------------------------- | -------------------------------------------- | -------------------- | ------------------------------------- | -------------------- | ------------------------------------------------------ |
| 111        | 1         | Bombenleger & Co 3            | Resurrection 3                               | 24. Sep. 1998        | 5. Okt. 1999                          | Christian I. Nyby II | Lee Goldberg und William Rabkin                        |
| 112        | 2         | Bombenleger & Co 4            | Resurrection 4                               | 24. Sep. 1998        | 6. Okt. 1999                          | Christian I. Nyby II | Lee Goldberg und William Rabkin                        |
| 113        | 3         | Mord am Hochzeitstag          | Till Death Do us Part                        | 1. Okt. 1998         | 7. Okt. 1999                          | Max Tash             | Terence Winter                                         |
| 114        | 4         | Lösegeldübergabe              | Wrong Number                                 | 8. Okt. 1998         | 8. Okt. 1999                          | Christian I. Nyby II | James L. Novack                                        |
| 115        | 5         | Ein Toter klagt an            | Blood will out                               | 15. Okt. 1998        | 11. Okt. 1999                         | Christopher Hibler   | Robin Bernheim                                         |
| 116        | 6         | Das Gutachten                 | Alienated                                    | 29. Okt. 1998        | 12. Okt. 1999                         | Bruce Seth Green     | J. Larry Carroll und David Carren                      |
| 117        | 7         | Mordlustige Autoren           | Write, She Murdered                          | 5. Nov. 1998         | 13. Okt. 1999                         | Frank Thackery       | Jacquelyn Blain                                        |
| 118        | 8         | Killer im Internet            | Rear Windows '98                             | 12. Nov. 1998        | 14. Okt. 1999                         | Vincent McEveety     | Jacquelyn Blain                                        |
| 119        | 9         | Der neue Partner              | The Last Resort                              | 19. Nov. 1998        | 15. Okt. 1999                         | Christian I. Nyby II | Paul Bishop                                            |
| 120        | 10        | Mord X 4                      | Murder X 4                                   | 3. Dez. 1998         | 18. Okt. 1999                         | Frank Thackery       | J. Larry Carroll und David Carren                      |
| 121        | 11        | Verborgene Schätze            | Dead in the Water                            | 17. Dez. 1998        | 19. Okt. 1999                         | Neema Barnette       | Robin Bernheim                                         |
| 122        | 12        | Tote Millionäre               | Trapped in Paradise                          | 7. Jan. 1999         | 20. Okt. 1999                         | Bruce Seth Green     | Ernie Wallengren                                       |
| 123        | 13        | Der Clownkiller               | Voices Carry                                 | 21. Jan. 1999        | 21. Okt. 1999                         | Christopher Hibler   | Lee Goldberg und William Rabkin                        |
| 124        | 14        | Seuche im Hotel               | Murder my Suite                              | 28. Jan. 1999        | 22. Okt. 1999                         | Jim Johnston         | Ernie Wallengren Idee: Lee Goldberg und William Rabkin |
| 125        | 15        | Mord zur vollen Stunde        | Murder on the Hour                           | 4. Feb. 1999         | 25. Okt. 1999                         | Christopher Hibler   | J. Larry Carroll und David Carren                      |
| 126        | 16        | Tödliche Rettung              | Rescue Me                                    | 11. Feb. 1999        | 26. Okt. 1999                         | William Rabkin       | Jacquelyn Blain                                        |
| 127        | 17        | Selbstmord aus Rache          | Down among the Dead Men                      | 18. Feb. 1999        | 27. Okt. 1999                         | Barry Steinberg      | Paul Bishop                                            |
| 128        | 18        | Der Schützling                | Never Say Die                                | 25. Feb. 1999        | 28. Okt. 1999                         | Frank Thackery       | Barry Van Dyke                                         |
| 129        | 19        | Mörderische Einschaltquoten 1 | Trash TV 1                                   | 29. Apr. 1999        | 2. Nov. 1999                          | Ron Satlof           | Lee Goldberg                                           |
| 130        | 20        | Mörderische Einschaltquoten 2 | Trash TV 2                                   | 29. Apr. 1999        | 3. Nov. 1999                          | Ron Satlof           | David Carren und J. Larry Carroll                      |
| 131        | 21        | Spender wider Willen          | Blood Ties                                   | 6. Mai 1999          | 29. Okt. 1999                         | Bruce Seth Green     | Lee Goldberg und William Rabkin                        |
| 132        | 22        | Sterbehilfe                   | Today is the last day of the rest of my Life | 13. Mai 1999         | 4. Nov. 1999                          | Ron Satlof           | Ernest Kinoy                                           |

### Staffel 7
| Nr. (ges.) | Nr. (St.) | Deutscher Titel            | Originaltitel                 | Erstausstrahlung USA | Deutschsprachige Erstausstrahlung (D) | Regie                | Drehbuch                                                    |
| ---------- | --------- | -------------------------- | ----------------------------- | -------------------- | ------------------------------------- | -------------------- | ----------------------------------------------------------- |
| 133        | 1         | Tödliches Bankett          | The Roast                     | 23. Sep. 1999        | 23. Mai 2001                          | Christopher Hibler   | Mark Solomon                                                |
| 134        | 2         | Der Schlafwandler          | Sleeping Murder               | 30. Sep. 1999        | 23. Mai 2001                          | Ron Satlof           | Chris Abbott                                                |
| 135        | 3         | Eine schwierige Tochter    | Bringing Up Barbie            | 7. Okt. 1999         | 30. Mai 2001                          | Ron Satlof           | Steve Brown                                                 |
| 136        | 4         | Das chinesische Essen      | Murder at Midterm             | 14. Okt. 1999        | 30. Mai 2001                          | Christopher Hibler   | Melody Fox und Marc Cushman                                 |
| 137        | 5         | Alte Flamme                | The Flame                     | 21. Okt. 1999        | 6. Juni 2001                          | Christian I. Nyby II | Joel Steiger                                                |
| 138        | 6         | Mörderische Therapie       | The Killer Within             | 28. Okt. 1999        | 13. Juni 2001                         | Frank Thackery       | Terry Curtis Fox                                            |
| 139        | 7         | Der Doppelgänger 1         | Gangland 1                    | 4. Nov. 1999         | 5. Mai 2001                           | Victor Lobl          | Terry Curtis Fox                                            |
| 140        | 8         | Der Doppelgänger 2         | Gangland 2                    | 4. Nov. 1999         | 5. Mai 2001                           | Victor Lobl          | Terry Curtis Fox                                            |
| 141        | 9         | Konfuse Radio Show         | The Mouth That Roared         | 11. Nov. 1999        | 20. Juni 2001                         | Terrence O’Hara      | Cathryn Michon                                              |
| 142        | 10        | Sieben Edelsteine          | The Seven Deadly Sins         | 18. Nov. 1999        | 27. Juni 2001                         | Christopher Hibler   | Chris Abbott und Steve Brown                                |
| 143        | 11        | Sankt Knast Bruder         | Santa Claude                  | 16. Dez. 1999        | 4. Juli 2001                          | Nancy Malone         | Burt Prelutsky und Steve Brown                              |
| 144        | 12        | Mann über Bord             | Man over Board                | 6. Jan. 2000         | 11. Juli 2001                         | Frank Thackery       | Michael Lyons und Kimberley Wells                           |
| 145        | 13        | Tödliche Stunts            | Frontier Dad                  | 13. Jan. 2000        | 18. Juli 2001                         | Frank Thackery       | Barry Van Dyke Idee: Paul V. Picerni Jr. und Barry Van Dyke |
| 146        | 14        | Mörderische TV Köche       | Too many cooks                | 20. Jan. 2000        | 25. Juli 2001                         | Christopher Hibler   | Joyce Burditt                                               |
| 147        | 15        | Eine Frau zuviel           | Jakes Women                   | 3. Feb. 2000         | 1. Aug. 2001                          | Victor Lobl          | Mark Solomon                                                |
| 148        | 16        | Rache per Fernbedienung    | Murder by Remote              | 10. Feb. 2000        | 8. Aug. 2001                          | Christopher Hibler   | Terry Curtis Fox                                            |
| 149        | 17        | Wasserdichtes Alibi        | Teachers Pet                  | 17. Feb. 2000        | 15. Aug. 2001                         | Vincent McEveety     | Joel Steiger                                                |
| 150        | 18        | Pechvogel in Los Angeles   | The Unluckiest Bachelor in LA | 24. Feb. 2000        | 22. Aug. 2001                         | Bernard L. Kowalski  | Cathryn Michon                                              |
| 151        | 19        | Es geschah im Seniorenheim | Resting Place                 | 6. Apr. 2000         | 29. Aug. 2001                         | Farhad Mann          | Burt Prelutsky Idee: Charlie Schlatter und Craig Tomashoff  |
| 152        | 20        | Ein toter Marine           | Murder at BBQ Bob's           | 20. Apr. 2000        | 1. Sep. 2001                          | Victor Lobl          | Paul Bishop                                                 |
| 153        | 21        | Tödliche Gameshow          | Two Birds with one Sloan      | 27. Apr. 2000        | 1. Sep. 2001                          | Nancy Malone         | Terry Curtis Fox                                            |
| 154        | 22        | Schwanengesang             | Swan Song                     | 4. Mai 2000          | 12. Sep. 2001                         | Victor Lobl          | Joel Steiger                                                |
| 155        | 23        | Aus der Vergangenheit 1    | Out of the Past 1             | 11. Mai 2000         | 16. Mai 2001                          | Victor Lobl          | Steve Brown                                                 |
| 156        | 24        | Aus der Vergangenheit 2    | Out of the Past 2             | 11. Mai 2000         | 16. Mai 2001                          | Donald L. Gold       | Burt Prelutsky                                              |

### Staffel 8
| Nr. (ges.) | Nr. (St.) | Deutscher Titel              | Originaltitel                      | Erstausstrahlung USA | Deutschsprachige Erstausstrahlung (D) |
| ---------- | --------- | ---------------------------- | ---------------------------------- | -------------------- | ------------------------------------- |
| 157        | 1         | Berechnende Liebe            | Death by Design                    | 12. Okt. 2000        | 12. Sep. 2001                         |
| 158        | 2         | Blinde Wut                   | Blind Man's Bluff                  | 19. Okt. 2000        | 26. Sep. 2001                         |
| 159        | 3         | Taschenspielertricks         | Sleight-of-Hand                    | 26. Okt. 2000        | 26. Sep. 2001                         |
| 160        | 4         | Im Namen des Wahnsinns       | By reason of insanity              | 2. Nov. 2000         | 10. Okt. 2001                         |
| 161        | 5         | Eine Spritze zuviel          | The Patient Detective              | 9. Nov. 2000         | 17. Okt. 2001                         |
| 162        | 6         | Die Anstiftung               | The Cradle Will Rock               | 16. Nov. 2000        | 24. Okt. 2001                         |
| 163        | 7         | Mord im Container            | Hot House                          | 30. Nov. 2000        | 31. Okt. 2001                         |
| 164        | 8         | Mörderische Mode             | All dressed up and now here to die | 7. Dez. 2000         | 7. Nov. 2001                          |
| 165        | 9         | Es geschah im Kloster        | Confession                         | 4. Jan. 2001         | 14. Nov. 2001                         |
| 166        | 10        | Das Todesspiel               | Playing God                        | 11. Jan. 2001        | 21. Nov. 2001                         |
| 167        | 11        | Tödlicher Hunger             | Less than zero                     | 18. Jan. 2001        | 28. Nov. 2001                         |
| 168        | 12        | Die Sünden der Väter 1       | Sins of the Father 1               | 2. Feb. 2001         | 19. Sep. 2001                         |
| 169        | 13        | Die Sünden der Väter 2       | Sins of the Father 2               | 9. Feb. 2001         | 19. Sep. 2001                         |
| 170        | 14        | Eine todsichere Wette        | You bet your Life                  | 16. Feb. 2001        | 30. Jan. 2002                         |
| 171        | 15        | Vater wider Willen           | Bachelor Fathers                   | 23. Feb. 2001        | 2. Jan. 2002                          |
| 172        | 16        | Tödliches Vermächtnis        | Being of Sound mind                | 2. März 2001         | 9. Jan. 2002                          |
| 173        | 17        | Gefährlicher Tanz            | Dance of Danger                    | 30. März 2001        | 16. Jan. 2002                         |
| 174        | 18        | Die Schuhe des Roten         | The Red's Shoes                    | 20. Apr. 2001        | 23. Jan. 2002                         |
| 175        | 19        | Ein bissiger Zeuge           | No Good Deed                       | 27. Apr. 2001        | 6. März 2002                          |
| 176        | 20        | Arzt unter Verdacht          | Deadly Mirage 1                    | 4. Mai 2001          | 20. März 2002                         |
| 177        | 21        | Todesmusik                   | Deadly Mirage 2                    | 4. Mai 2001          | 20. März 2002                         |
| 178        | 22        | Rettung aus der Flammenhölle | The Blair Nurse Project            | 11. Mai 2001         | 13. März 2002                         |

## Filme
| Nr. (ges.) | Nr. (St.) | Deutscher Titel             | Originaltitel                | Erstausstrahlung USA | Deutschsprachige Erstausstrahlung (D) |
| ---------- | --------- | --------------------------- | ---------------------------- | -------------------- | ------------------------------------- |
| 1          | 1         | Diagnose Mord               | Diagnosis of Murder          | 5. Jan. 1992         | 17. Feb. 1993                         |
| 2          | 2         | Das Mörderhaus              | The House on Sycamore Street | 1. Mai 1992          | 24. Feb. 1993                         |
| 3          | 3         | Der Tod kam weich wie Watte | A Twist of the Knife         | 13. Feb. 1993        | 11. Mai 1994                          |
| 4          | 4         | –                           | A Town Without Pity          | 6. Feb. 2002         | –                                     |
| 5          | 5         | –                           | Without Warning              | 26. Apr. 2002        | –                                     |